# (233893) Honthyhanna
(233893) Honthyhanna est un astéroïde de la ceinture principale, et plus spécifiquement du groupe de Hilda.

## Description
(233893) Honthyhanna est un astéroïde du groupe de Hilda. Il présente une orbite caractérisée par un demi-grand axe de 3,95 UA, une excentricité de 0,22 et une inclinaison de 3,5° par rapport à l'écliptique.

## Compléments